# Snovač jihoafrický
Snovač jihoafrický (Ploceus velatus), známý také pod názvy snovač žlutý, černočelý nebo škraboškový, je 11–14,5 cm velký stálý pták z čeledi snovačovitých hnízdící na rozsáhlém území jižní Afriky. Obývá přitom celou řadu krajin, nejčastěji savany, pastviny, otevřené lesy, vnitrozemské mokřiny a polopouště, vyskytuje se také v předměstských zahradách a parcích. Zdržuje se obvykle samostatně nebo v malých skupinách a živí se hmyzem, semeny a nektarem. Z trávy buduje velké kulovité hnízdo zavěšené na větvích stromů.

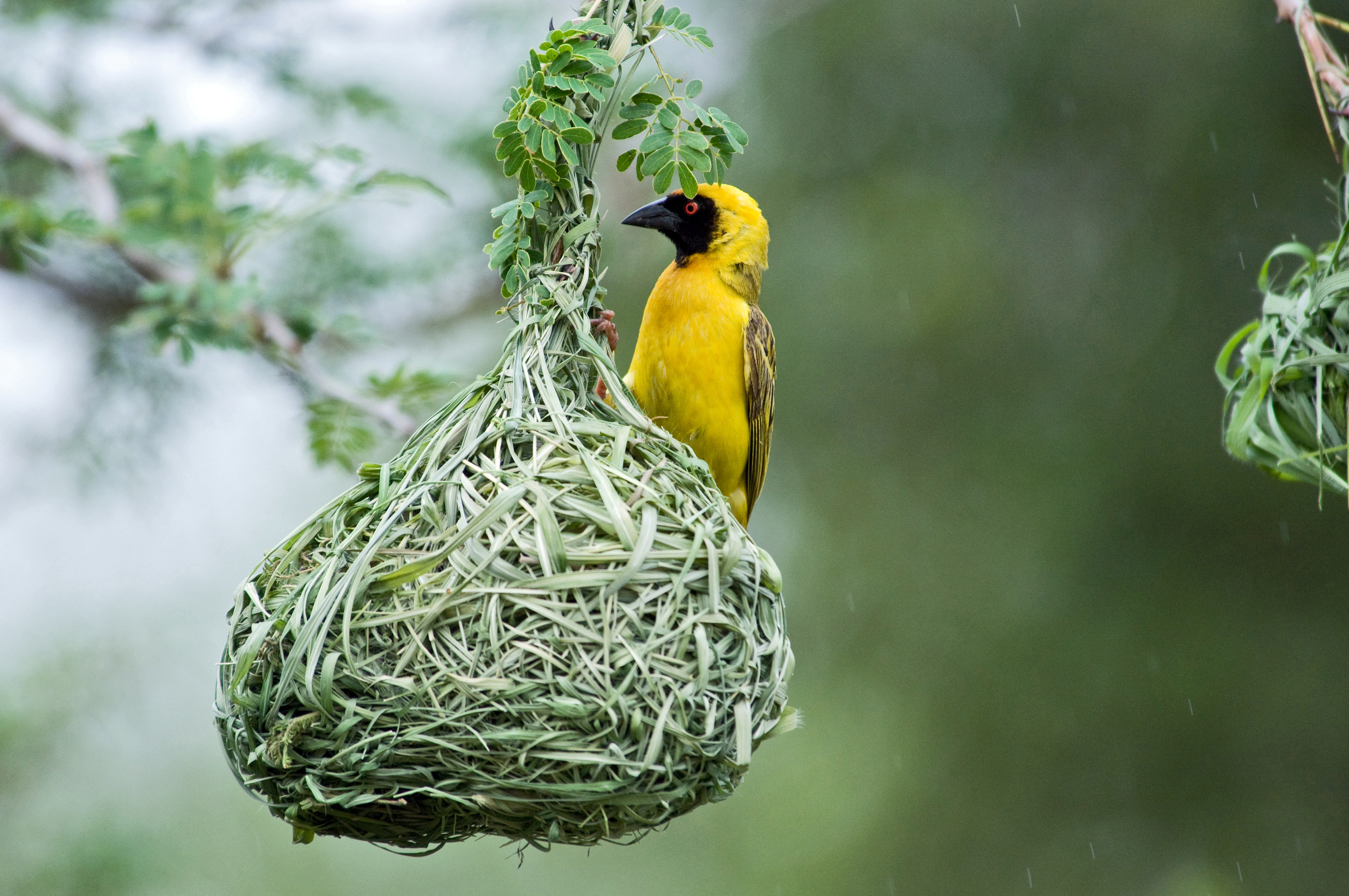
Snovač jihoafrický na hnízdě